# Extreme Justice
Extreme Justice fue un título mensual y spin-off de las series de la Liga de la Justicia publicado por DC Comics. Sustituyó al cancelado título de Liga de la Justicia Internacional (en ese entonces, llamada, Liga de la Justicia Europa) publicándose 19 números con diversas historias entre 1994 y 1996.

## Información general
Varios héroes se separaron de la Liga de la Justicia principal debido a la insatisfacción con la asociación de la Liga frente a las Naciones Unidas. Estos personajes formaron su propia Liga de la Justicia, con sede en el Monte Thunder, Colorado. El equipo fue dirigido por el Capitán Atom y consta de Máxima, Blue Beetle, Booster Gold, y Amazing-Man (Will Everett III). A ellos se leunieron más tarde Firestorm (Ronald Raymond), Plastique, y los Gemelos Fantásticos (Zan y Jayna). Carol Ferris se convirtió en administradora de Monte Thunder. Los personajes nunca se refirieron al equipo como "Justicia Extrema" en la serie, sin embargo, se les llama así en una historia de Liga de la Justicia de América.
Aunque en un momento dado hubo tres grupos de Liga de la Justicia en acción (Extreme Justice así mismo como la ya conocida Liga de la Justicia de América y Liga de la Justicia: Task Force), hubo muy poca unidad entre los equipos y así como un fuerte sentido de rivalidad entre los líderes respectivos, como la Mujer Maravilla, Capitán Atom, y el Detective Marciano, con respecto a qué equipo tendría más éxito en la búsqueda de la justicia.
En particular, el Capitán Atom lideró al equipo en una invasión de Bialya una vez más. Fue entonces cuando la actual gobernante, la Reina Beatriz, era parte de la reconstrucción de los extremistas. La mayor parte de Extreme Justice, después de haber perdido amigos en el anterior grupo, no quería tolerar la existencia de estas entidades. Invadieron el país y destruyeron lo que ellos pensaban que eran robots, cyborgs, pero lo que eran en realidad, eran historias hechas por la Reina. Que supuestamente le habían ofrecido, valer la pena crear a todo un ejército, pero el Capitán Atom decide destruir todas las instalaciones y amenaza con empeorar la situación si continúa Beatriz. Este incidente fue la última gota y todas las versiones de la Liga de la Justicia fueron disueltas.
En verano de 1996, las tres series de la Liga de la Justicia serían canceladas y sustituida pronto por una serie mensual titulada, JLA .

## El Nombre del equipo
En Extreme Justice #0, Blue Beetle se refiere de forma específica como se acaba la Liga de la Justicia.